# برنار بلوخ
برنار بلوخ (بالفرنسية: Bernard Bloch)‏
```
هو 
ممثل
 
فرنسي
، ولد في 11 ديسمبر 1949 في 
فرنسا
.
```

## وصلات خارجية
- برنار بلوخ على موقع IMDb (الإنجليزية)
- برنار بلوخ على موقع ألو سيني (الفرنسية)
- برنار بلوخ على موقع أول موفي (الإنجليزية)
- برنار بلوخ على موقع قاعدة بيانات الأفلام السويدية (السويدية)
- برنار بلوخ على موقع قاعدة بيانات الفيلم (الإنجليزية)
- برنار بلوخ على موقع كينوبويسك (الروسية)